# Rhodesian African Rifles

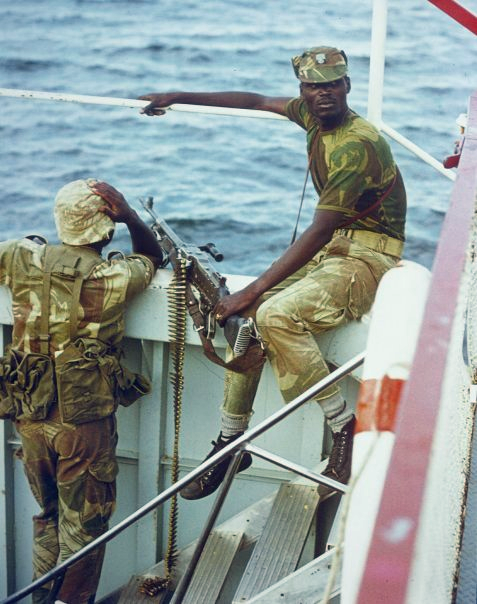
Soldats noirs des Rhodesian African Rifles en patrouille sur le lac Kariba en 1976. Leur mitrailleuse est une FN MAG.

Le Rhodesian African Rifles — RAR - est un régiment de la Rhodesian Army créé en 1916 et dissous en 1980. Il fut engagé dans plusieurs conflits, en Afrique et en Extrême-Orient.

## Origines
Plus vieux régiment de la Rhodesian Army, le RAR remonte à la levée du 1er Rhodesian Native Regiment en 1916, pendant la Première Guerre mondiale pour les besoins de la campagne d'Afrique de l'Est. Ensuite furent créés le Matabeleland Native Regiment, et le 2nd Rhodesian Native Regiment, formés en 1917. En 1918, le Rhodesia Native Regiment est assemblé par la fusion des 1er et 2e Régiments.

## Seconde Guerre mondiale
En 1940, encadré par des gradés africains de l’Unité Askari de la BSAP, le RAR reprend les traditions du Rhodesia Native Regiment. En 1941, le premier dépôt d’instruction est ouvert au camp de Borrowdale, Salisbury. En 1944, le RAR est envoyé en Birmanie où il sert aux côtés des King's African Rifles dans la 22 (East African) Independent Brigade. En 1945, le RAR au feu inscrit sur son drapeau 'Taungup', 'Arakan Beaches', et 'Burma'. En 1946, de retour en Rhodésie, le RAR est licencié, à l'exception d'un noyau dur.

## 1949-1973
En 1949, trois compagnies-plastrons sont opérationnelles. L'année suivante, une de ces compagnies devient compagnie d’appui. Le RAR participe à l'expédition de Suez (1956). En 1953, il reçoit les Couleurs de la Reine et les Couleurs régimentaires des mains de la Reine-Mère. En 1954, ouverture d’un dépôt aux Llewellin Barracks de Bulawayo, non loin du PC du 1er Bataillon R.A.R, aux Heany/Methuen Barracks, près des Llewellyn Barracks. 
1956-1958 : campagne de Malaisie où le RAR, qui appartient à l’armée de la Fédération de Rhodésie et du Nyassaland, devient RhAR pour le distinguer du Royal Australian Regiment. 
En 1959, le RAR est déployé au Nyassaland (Malawi). Déploiements ultérieurs en Rhodésie du Nord (Zambie), sur la frontière du Congo belge, Zaïre et en Rhodésie même. En septembre 1966, premier contact de la contre-insurrection, dans la vallée du Zambèze.

## 1973-1980: contre-insurrection
En 1973, un deuxième bataillon, le 2. RAR, est levé. Trois ans plus tard, ce bataillon est cantonné dans la pension de St. Stephen's College, Balla Balla fermée depuis un an. Le nouveau quartier est baptisé Shaw Barracks, du nom du général Shaw. Un JOC - Joint Operations Command (quartier général interarmées) est monté à Fort Victoria (Masvingo).
Il faut attendre 1976 pour que plusieurs vieux sous-offs africains soient nommés sous-lieutenants. Auparavant, les Africains étaient tous hommes du rang ou sous-officiers. Les officiers étaient tous blancs. En 1977, trois des compagnies indépendantes du RAR forment le 3. RAR dont le PC est à Umtali (Mutare). À compter de 1979, le régiment confie des pelotons aux jeunes officiers noirs.

## Organisation
Le RAR comprenait en 1975 :
- 3 bataillons à 4 compagnies de fusiliers armés de FN FAL (ou de R1 sud-africains) ou de HK G3 (fournis par le Portugal)
- une compagnie d'appui-feu  et de soutien divisée elle-même en
  - un peloton de mortiers de 60 mm,
  - un peloton de mortiers de  81 mm,
  - un peloton antichar avec des canons sans recul de 106 mm
  - un peloton de reconnaissance faisant office de commando de chasse
  - et un bataillon du génie militaire.

## Fireforce
En 1978, début des stages paras ; le RAR participe aux Fire Forces à l’intérieur de la Rhodésie.

## Prise du pouvoir par Mugabe
En 1980, le 17 avril, un 4e bataillon - 4th Bn (Holding Unit) RAR – est formé quand les Selous Scouts sont licenciés. Le 30 septembre, ce  bataillon deviendra le 1st Zimbabwe Parachute Battalion. Le 18 avril 1980, les bataillons du RAR sont affectés aux 1re, 3e et 4e brigades de la Zimbabwe National Army, avec des cadres ZIPRA ou ZANLA, mais pas immédiatement intégrés. L'année suivante, le RAR et des unités de l’ex-armée de Ian Smith sont rappelés pour étouffer les mutineries des bataillons intégrés de la Zimbabwe National Army.